# Paraíso de Osorio
Paraíso de Osorio es un distrito del Municipio de La Paz Centro de El Salvador, perteneciente al departamento de La Paz, límite del departamento de Cuscatlán.

## Historia
El 7 de abril de 1882 el cantón La Pita era el distrito de San Pedro Masahuat. Asignándosele a Olocuilta por ley, el 10 de abril de 1912 se incorporó a San Pedro Nonualco siempre de la paz por los siglos XIX llega al cantón valle La Pita un emigrante de Ilobasco del departamento de Cabañas un hombre buscando trabajo el señor Marcelino Durán. Bajo la conducción del General Osorio se funda el pueblo de Paraíso de Osorio el 22 de febrero de 1883, donde se emite el decreto legislativo el nombre que se le da por acuerdo de mucha personas habitantes de ese entonces.

### Erección del municipio
Durante la administración del doctor Rafael Zaldívar, considerando el Poder Legislativo, que dicha aldea merecía ser ascendida a la categoría de pueblo, emitió la ley del 22 de febrero de 1883, en virtud de la cual se le otorgó tal rango con el nombre de PARAISO DE OSORIO.
El aditamento “ de Osorio” aplicado al antiguo valle del Paraíso, se debió según el considerado del decreto legislativo ereccional, a “que es muy justo perpetuar de alguna manera la memoria de los ciudadanos que con lealtad y abnegación han servido a la patria, habiéndose distinguido entre estos el general Rafael Osorio, digno hijo de aquel departamento de La Paz, que murió el 2 de abril de 1885 en la batalla en Chalchuapa."

## Situación geográfica
Paraíso de Osorio está situado al norte: con Santa Cruz Analquito, al oeste con San Emigdio, y San Miguel Tepezontes, y al sur con Santa María Ostuma y San Pedro Nonualco al este con Santa María Ostuma, en el año de 1883, se eligió el primer alcalde siendo el señor Marcelino Durán.
Sucesos posteriores de paraíso de Osorio:
En 1890 tenía 700 habitantes por ley de 7 de abril de 1892, el pueblo de paraíso de Osorio fue incorporado en el distrito de San Pedro Masahuat, segregándose de Olocuilta. Por la ley de 10 de abril de 1912 el pueblo segrego del distrito de san Pedro Masahuat y se incorpora al de San Pedro Nonualco 

## Costumbres de nuestros antepasados
Para realizar un casamiento, el padre del novio le enviaba una carta al padre de la novia, para solicitarle que su hijo quería contraer matrimonio con su hija, si el padre de la novia le contestaba, posteriormente iban a la casa de la señorita y llevaban una canasta de pan, y un par de botellas y también llevaban un tertulio (representante) para que hiciera todos los trámites para el matrimonio, pero como era costumbres el padre de la novia le decía la joven que se iba a casar, que ella no se bañaba, no podía cocinar, no trabajaba. Después que ellos se casaban, la novia quedaba como 30 a 60 días con sus padres; esto como tradición de lo que le sucedió a San José y a la Virgen María.
- Juego de las carambolas
- Las Pastorelas
- Día de la Santa Cruz

## Artesanos
Paraíso de Osorio cuenta con muchas manos artesanos, de mujeres y hombres donde elaboraban en abundancia el sombrero de palma, siendo este un trabajo de cómo sobrevivir las familias, el petate, la atarraya, la cual es utilizada para la pesca, y la agricultura que ha sido y sigue siendo fundamental para sobre vivencia de las familias, cultivos de maíz, frijol, maicillo, yuca, así también se cuenta con un gran artesano el señor Rubén Alonso López Velázquez oriundo de esta villa

## Actualidad
Paraíso de Osorio se le dio el título de villa el día martes 22 de febrero de 2005, gracias a la gestión del actual alcalde municipal y su consejo que lo presiden hasta la fecha.
El 23 de octubre de 2008, Villa de Paraíso de Osorio pasó a formar parte de la gran carretera de la informática, ya que fue en esta fecha, que se instalaron los primeros enlaces para tener acceso a internet. La gestión para que sucediera esto fue de una persona quien tiene la buena voluntad de ayudarse asimismo, ayudando a otros.
- Datos: Q1154739
- Multimedia: Paraíso de Osorio / Q1154739